# アトピー性脊髄炎
アトピー性脊髄炎（アトピーせいせきずいえん、atopic myelitis)とは、アトピー性素因を背景に発症する脊髄炎である。アトピー性皮膚炎や気管支喘息に合併し、高IgE血症を認めるが特にヤケヒョウヒダニとコナヒョウヒダニ対する特異的IgE抗体上昇の頻度が高い。スギ花粉に対するIgE抗体の上昇は一般人口と比較して有意差はなく、好酸球増多症が60%程度で認められる。亜急性のミエロパチーを呈することが多い。まだ確立した概念ではないという意見もある。

## 病態
主にTh2の作用が主体となる免疫異常である。その他の脊髄炎で有名な視神経脊髄性多発性硬化症やHAMではTh1が主体である。

## 検査
髄液検査
75%の患者では髄液検査で細胞や蛋白上昇などの異常は認められない。
MRI
頚髄病変が多いが、病初期はMRIでの異常が認められないことも多い。発症3週間以降に再度MRIを再検することが多い。
末梢神経伝導速度検査
末梢神経障害の合併が多く、軸索障害型の感覚性ニューロパチーの合併が多い。
病理
脊髄においては血管周囲のリンパ球と好酸球の浸潤と脱髄が主体である。肉芽腫の形成は認められない。

## 治療
治療では血漿交換、ステロイド、免疫グロブリン療法などが行われる。血漿交換療法や血漿交換とステロイドの併用などが効果的と考えられている。